# Burlington (Washington)
Burlington az Amerikai Egyesült Államok északnyugati részén, Washington állam Skagit megyéjében elhelyezkedő város. A 2010. évi népszámlálási adatok alapján 8388 lakosa van.

## Története
A települést John P. Millett és William McKay alapították 1882-ben favágók számára. Burlington 1902-ben kapott városi rangot. Az új könyvtár és az új városháza 2007-ben nyílt meg.
2013 decemberében a kerületi bíróság ítélete szerint Burlington és Mount Vernon esetén nem megfelelő a kirendelt védőügyvédekkel kapcsolatos szabályozás. A két városban a szabály betartását felügyelőnek kell ellenőriznie.
2016. szeptember 23-án a Cascade Mall bevásárlóközpontban Arcan Cetin török bevándorló egy lopott fegyverrel tüzet nyitott, melynek következtében négy nő és egy férfi életüket vesztették.

## Éghajlat
A város éghajlata mediterrán (a Köppen-skála szerint Csb).
| Hónap                         | Jan.  | Feb.  | Már.  | Ápr. | Máj. | Jún. | Júl. | Aug. | Szep. | Okt. | Nov.  | Dec.  | Év    |
| ----------------------------- | ----- | ----- | ----- | ---- | ---- | ---- | ---- | ---- | ----- | ---- | ----- | ----- | ----- |
| Rekord max. hőmérséklet (°C)  | 20,0  | 23,3  | 27,8  | 34,4 | 35,0 | 37,2 | 36,7 | 36,1 | 32,8  | 30,0 | 24,4  | 23,3  | 37,2  |
| Átlagos max. hőmérséklet (°C) | 8,3   | 10,0  | 12,2  | 15,0 | 18,3 | 20,6 | 23,3 | 23,9 | 21,1  | 15,6 | 10,6  | 7,2   | 15,5  |
| Átlagos min. hőmérséklet (°C) | 1,7   | 1,7   | 3,3   | 5,6  | 7,8  | 10,6 | 11,7 | 11,7 | 9,4   | 6,1  | 3,9   | 1,1   | 6,2   |
| Rekord min. hőmérséklet (°C)  | −18,9 | −18,3 | −13,3 | −3,9 | −3,9 | −1,1 | −0,6 | −1,1 | −1,7  | −6,7 | −16,1 | −17,2 | −18,9 |
| Átl. csapadékmennyiség (mm)   | 149   | 95    | 111   | 96   | 80   | 70   | 39   | 43   | 67    | 121  | 186   | 126   | 1183  |
| Forrás: The Weather Channel   |       |       |       |      |      |      |      |      |       |      |       |       |       |

## Népesség
A 2010-es népszámláláskor a városnak 8388 lakója, 3166 háztartása és 1935 családja volt. A népsűrűség 757 fő/km2. A lakóegységek száma 3419, sűrűségük 308,6 db/km2. A lakosok 72,1%-a fehér, 1,2%-a afroamerikai, 1,8%-a indián, 3%-a ázsiai, 0,3%-a a Csendes-óceáni szigetekről származik, 17,9%-a egyéb, 3,6%-a pedig kettő vagy több etnikumú. A spanyol vagy latino származásúak aránya 31,4% (   )
A háztartások 37%-ában élt 18 évnél fiatalabb. 40,7% házas, 14,4% egyedülálló nő, 6,1% egyedülálló férfi, 38,9% pedig nem család. 30,2% egyedül élt; 13,6%-uk 65 éves vagy idősebb. Egy háztartásban átlagosan 2,62 személy élt; a családok átlagmérete 3,26 fő.
A medián életkor 32,1 év volt. A város lakóinak 27,4%-a 18 évesnél fiatalabb, 11,2% 18 és 24 év közötti, 27,8%-uk 25 és 44 év közötti, 20,4%-uk 45 és 64 év közötti, 13,2%-uk pedig 65 éves vagy idősebb. A lakosok 48,5%-a férfi, 51,5%-a pedig nő.

## Kultúra
A júniusban megrendezett mezőgazdasági fesztivált 1937-ben a tűzoltóság finanszírozásának céljából alapították. Az esemény részét képezi a Fairhaven sugárúti felvonulás.

## Nevezetes személyek
- Charles F. Stafford, ügyvéd, a Legfelsőbb Bíróság bírója[22]
- Fred Schacht, amerikaifutball-edző és orvos[23]
- Mary Mapes, újságíró, producer[24]
- Mel Hein, amerikaifutball-játékos és -edző[25]
- Lynn D. „Buck” Compton, katona és rendőr[26]

## Fordítás
- Ez a szócikk részben vagy egészben  a   Burlington, Washington című angol Wikipédia-szócikk ezen változatának fordításán alapul.  Az eredeti cikk szerkesztőit annak laptörténete sorolja fel. Ez a jelzés csupán a megfogalmazás eredetét és a szerzői jogokat jelzi, nem szolgál a cikkben szereplő információk forrásmegjelöléseként.